# Cerochlamys
Cerochlamys es un género con cuatro especies de plantas suculentas perteneciente a la familia Aizoaceae.

## Taxonomía
Cerochlamys fue descrito por el taxónomo y botánico inglés, Nicholas Edward Brown, y publicado  en Journal of Botany, British and Foreign 66: 171. 1928. La especie tipo es: Cerochlamys trigona N.E.Br.
Etimología
Cerochlamys: nombre genérico que deriva de las palabras griegas:   "keros" = "crecimiento" y "clámide" = "escudo" y se refiere a la película de cera que recubre las hojas de las plantas.

## Especies
- Cerochlamys gemina
- Cerochlamys pachyphylla
- Cerochlamys purpureostyla
- Cerochlamys trigona